# Chlidonias hybridus

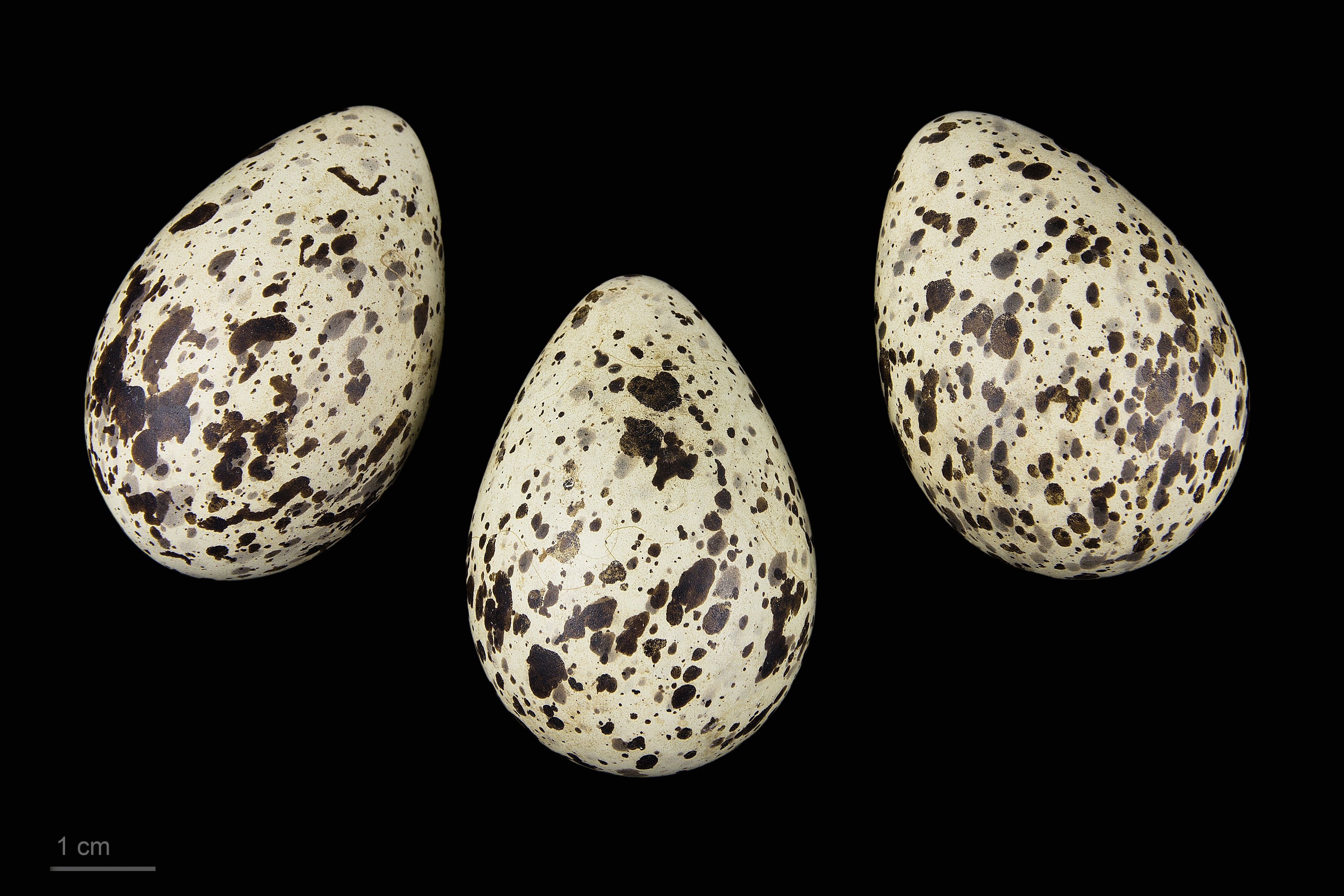
Chlidonias hybrida hybrida - MHNT

El fumarel cariblanco (Chlidonias hybrida) es un ave marina de la familia Sternidae que incluye fumareles y charranes .
Cría en la costa de Europa, en aguas dulces someras (cañaverales, arrozales, etc). Inverna en África y en algunas zonas muy localizadas del Mediterráneo.
Forma colonias laxas, a menudo conjuntamente con otras especies similares como la gaviota reidora.
En migración frecuentan costas y aguas abiertas en el interior.

## Descripción
Tamaño: 24-28 cm de longitud y 57-63 cm de envergadura.

## Voz
En vuelo emite un "cherk" o "krche" seco y áspero.

## Alimentación
Se alimentan de insectos que atrapan en vuelo o en el agua hundiendo un poco el pico, también pueden zambullirse para atrapar peces o crustáceos.

## Variedad de plumajes

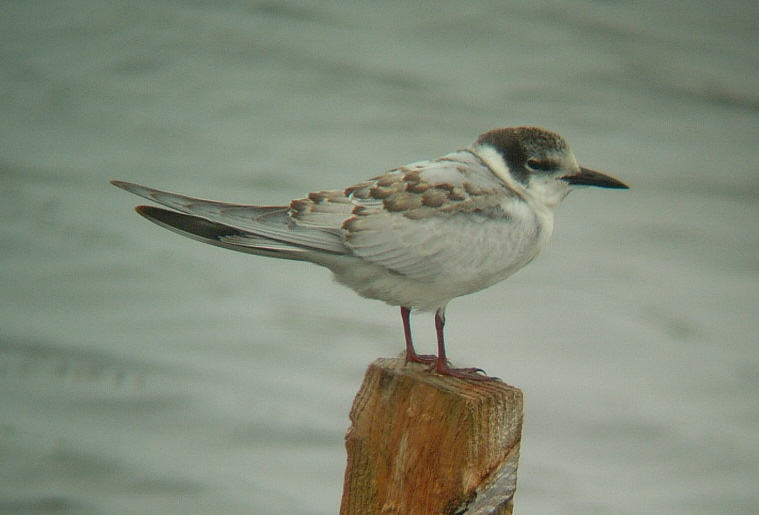
Plumaje de primer invierno
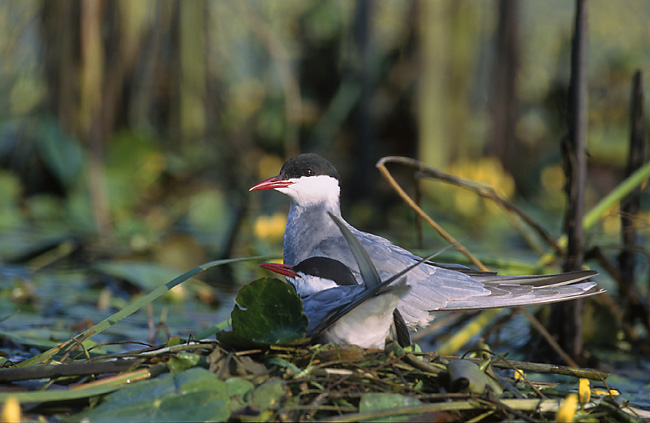
Adultos
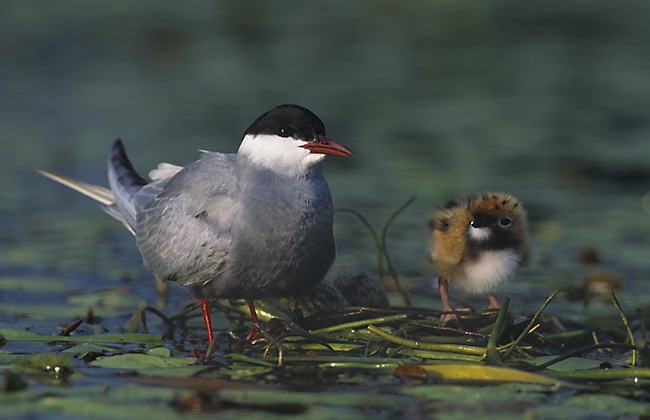
Adulto y cría